# 阮明姮
阮明姮（1988年12月7日—），越南歌手、舞者，艺名Min，生于越南河内。

## 个人生活
阮明姮生于河内的富裕家庭。13岁时，阮明姮随家人移居德国，其家人在越南驻德国大使馆工作。阮明姮毕业于奥得河畔法兰克福欧洲大学，修有学士学位，并在德国电影制作和平面设计行业工作了两年。
2012年，其家庭因故负债，随后搬回越南。为养家糊口，阮明姮在当地一家电视台担任编辑。

## 2012-2016年：团体组合
2012年，阮明姮自学成才，加入了当地的St.319舞团。2013年，St.319转型为音乐组合，阮明姮担任主唱。其单曲《Y.E.U（爱）》登顶越南Zing MP3歌曲榜单，成为其歌手生涯上的首个突破。

## 2016年至今：个人出道
2016年，阮明姮退出St.319组合，以歌手身份个人出道。 其后一段时间里，她的歌曲未取得较大成功，其歌手生涯陷入低谷。 2017年，阮明姮发行单曲《Có em chờ》，引起较大关注。 同年5月，她与Erik合唱的歌曲《Ghen》发行并登顶排行榜。 
2020年，阮明姮将其2017年的歌曲《嫉妒》（Ghen）改编为《嫉妒（冠状病毒版）》（Ghen Cô Vy），在歌词中宣传新型冠状病毒的预防知识，引起全世界的关注。 阮明姮随后还向国家热带病医院捐赠了一万只医用口罩和五百瓶洗手液。 
2020年11月5日，阮明姮发布单曲《Trên Tình Bạn Dưới Tình Yêu》（友情以上，恋人未满），截至2023年，该单曲的MV在YouTube上的播放量已突破1亿次，在哔哩哔哩上的播放量突破10万次。此为阮明姮第六支播放量突破1亿的MV，截至2022年，阮明姮为越南拥有1亿以上播放量MV最多的歌手。

## 外部連結
- YouTube上的MIN OFFICIAL頻道
- MIN的Facebook專頁
- minminmin0712的Instagram帳戶